# Euphrasia corcontica
Euphrasia corcontica är en snyltrotsväxtart som först beskrevs av Smejkal, och fick sitt nu gällande namn av Smejkal och M. Dvorakova. Euphrasia corcontica ingår i släktet ögontröster, och familjen snyltrotsväxter. Inga underarter finns listade i Catalogue of Life.